# Celina Weil

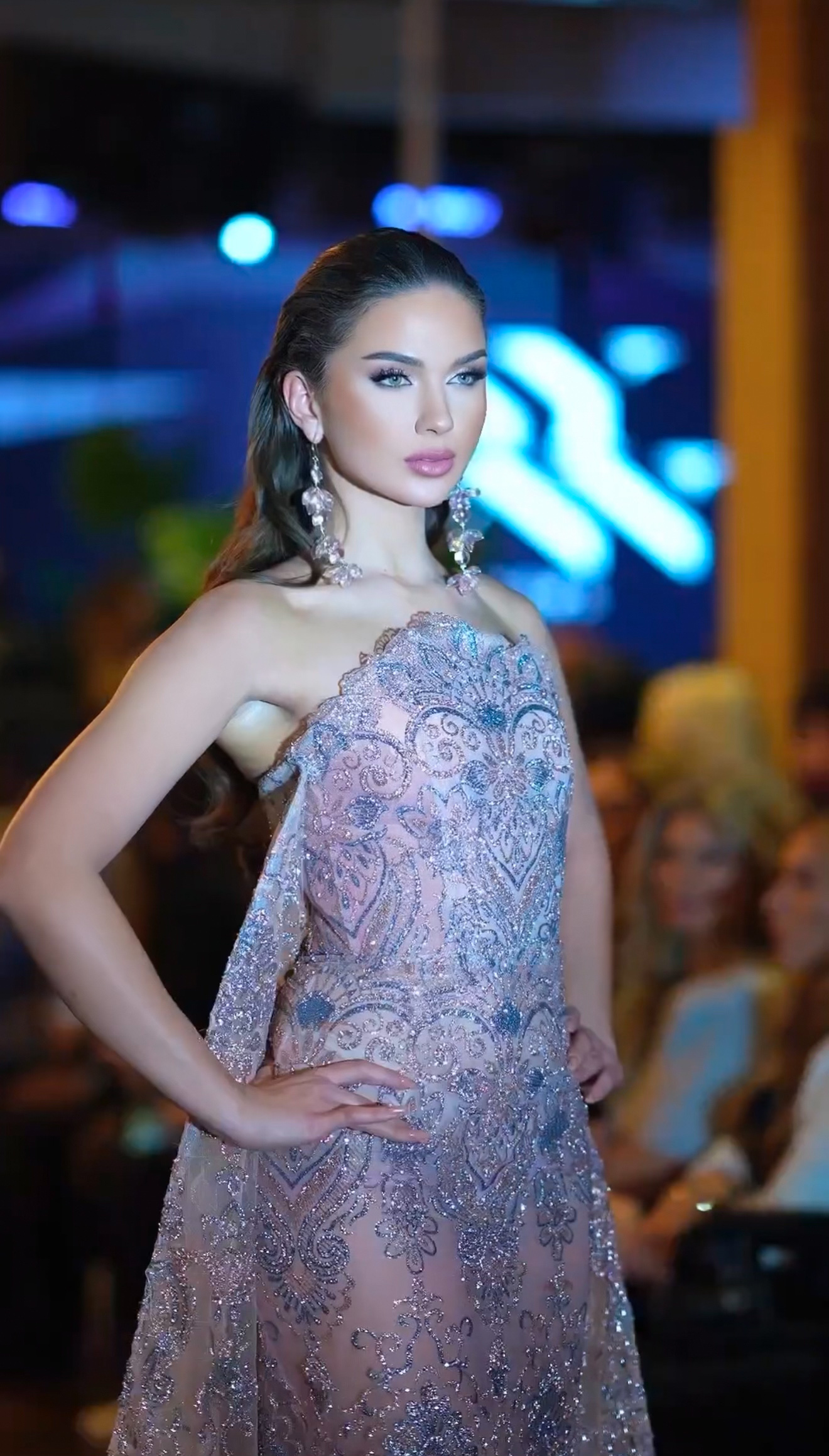
Celina Weil at New York Fashion Week for Giannina Azar

Celina Weil (* 6. Dezember 2000) ist ein deutsches Model und eine Schönheitskönigin, die 2024 zur Miss Deutschland gekürt wurde. 

## Leben und Karriere
Weil wuchs in einem Dorf nördlich von Frankfurt auf und studiert Wirtschaftswissenschaften an der Goethe-Universität in Frankfurt am Main. 2023 nahm sie am „World Top Model“-Wettbewerb teil und erreichte das Finale in Monaco. 2024 gewann sie den Wettbewerb zur „Miss Deutschland“ und vertrat Deutschland daraufhin beim Wettbewerb zur „Miss Intercontinental“ in Scharm asch-Schaich, wo sie als beste europäische Teilnehmerin den Titel der „Miss Intercontinental Europe“ erhielt. Zudem berichteten seit 2024 verschiedene Medien über sie, darunter Bild, Zeit Online und RTL.

## Titel
- 2024: Miss Deutschland[4]
- 2024: Miss Intercontinental Europe[1]